# 요한 팔크베르게

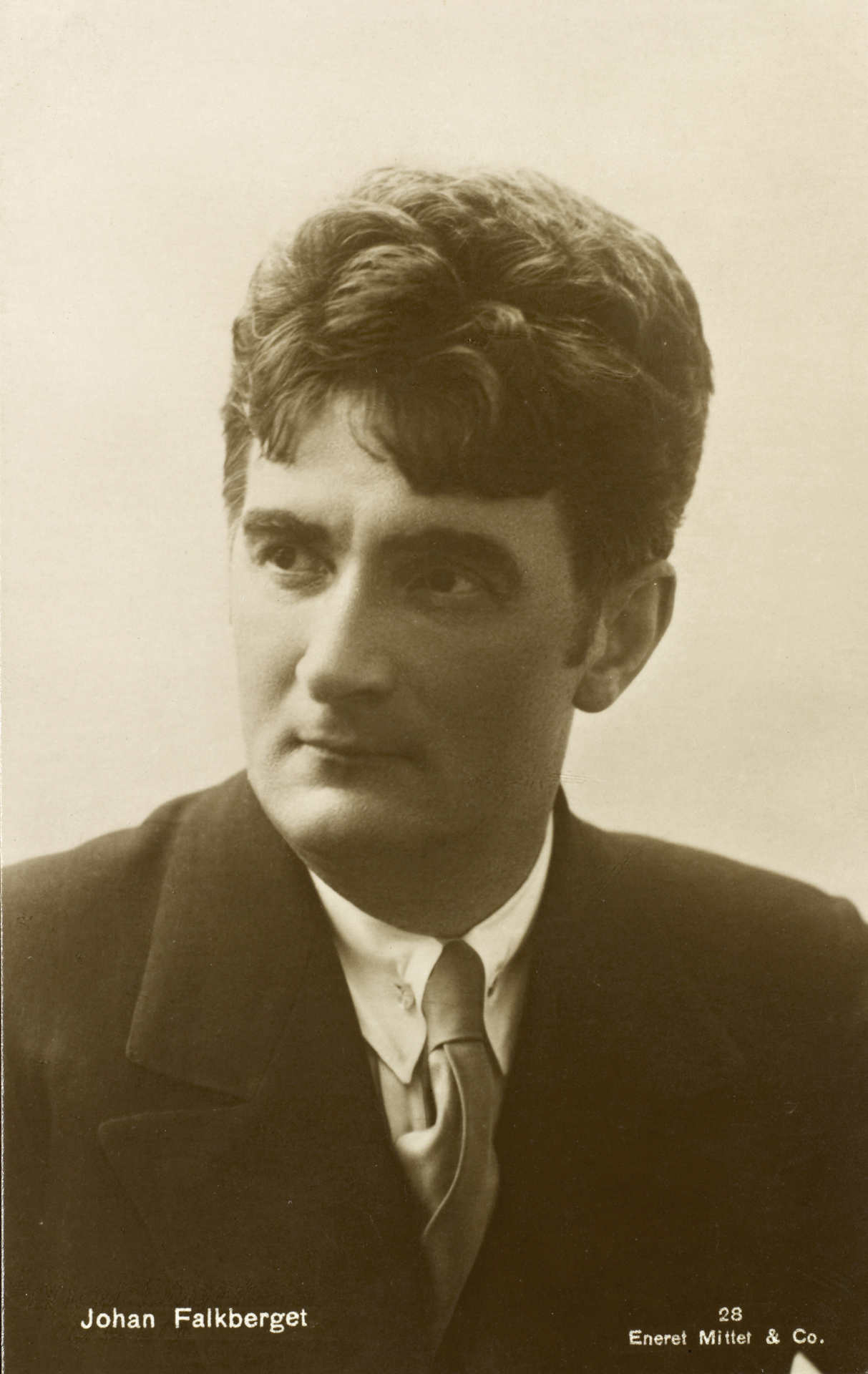

요한 팔크베르게(Johan Petter Falkberget, 1879년 9월 30일 – 1967년 4월 5일)는 노르웨이의 작가이다. 스웨덴과의 국경지대인 레로스 광산에서 교양있는 광부의 아들로 태어나, 어렸을 때부터 아버지로부터 위고·발자크·졸라 등의 소설을 익혔다. 1906년 고향을 떠나 지방지의 편집자 노릇을 하다가 오슬로에서 1907년 소설 <검은 산>(1907)으로 데뷔했다. 1922년에는 다시 변경지방으로 내려가 정착하면서 사투리를 섞은 소박한 문체로 자기가 어린 시절을 보낸 레로스 광산을 무대로 하여 광산촌의 비참한 생활상을 사실적으로 묘사하고, 또한 로맨틱한 청년들의 모습을 전면에 부각시켜 인간성의 승리라는 궁극적 목표를 내세웠다. 국회의원을 하기도 하나, 후일 나치스의 협력을 거부하였다. 작품으로는 <제4의 야근(夜勤)>(1923)과 두 편의 대하소설 <크리스찬누스 섹크투스>(1927-35), <밤의 빵>(1940-59)이 있다. 후편은 특히 제2차 세계대전의 회오리 속에서 혹독한 노동조건에 시달리면서도 사랑하고, 고민하고 죽어가는 많은 사람들의 생활을 그린 것으로 독일점령하의 노르웨이 국민에게 정신적인 지침을 주었다.